# Youssef Abdelke
Youssef Abdelke (arabsky يوسف عبدلكي) je syrský malíř a sochař narozený v Al-Qamishli v roce 1951, od roku 1976 držitel diplomu na Fakultě výtvarných umění v Damašku a od roku 1989 držitel titulu Ph.D. na Univerzitě Paříž VIII.
První výstava Abdelkových obrazů se konala roku 1973 v Damašku. Od té doby proběhly další výstavy v Jordánsku, Londýně, Tunisku, Bejrútu, Dubaji, Káhiře a v Ománu.

## Dílo
Youssef Abdelke je považován za jednoho z nejtalentovanějších syrských umělců a grafiků. Mimo soch a obrazů se věnuje tvorbě různých plakátů, obalů a log. Úspěšné jsou také jeho karikatury, z nichž bylo mnoho publikováno v arabských časopisech a také jim byly věnovány rozsáhlé studie. V Damašku se zúčastnil za poslední dobu téměř všech uměleckych výstav.

## Zatčení
18. července 2013 byl Abdelke ve městě Tartus zatčen proto,
že podepsal dokument vyzývající k odchodu prezidenta Bašára al-Asada. O měsíc později, tedy v srpnu 2013 byl propuštěn a společnost Reuters citovala prohlášení člena Abdelkeho rodiny, že je se svými přáteli v Damašku.